# Nicole Gontier
Nicole Gontier (ur. 17 listopada 1991 w Aoscie) – włoska biathlonistka, dwukrotna brązowa medalistka mistrzostwa świata, wielokrotna medalistka mistrzostwa świata juniorów, reprezentantka kraju w zawodach Pucharu Świata.

## Kariera
Po raz pierwszy na arenie międzynarodowej pojawiła się w 2008 roku, startując mistrzostwach świata juniorów w Ruhpolding. Zajmowała tam miejsca w piątej i szóstej dziesiątce. Podczas rozgrywanych rok później mistrzostw świata juniorów w Canmore zdobyła srebrny medal w sztafecie. Wynik ten powtórzyła na mistrzostwach świata juniorów w Novym Měscie w 2011 roku i mistrzostwach świata juniorów w Kontiolahti rok później.
W zawodach Pucharu Świata zadebiutowała 3 marca 2012 roku w Ruhpolding, zajmując 79. miejsce w sprincie. Pierwsze pucharowe punkty zdobyła 14 grudnia 2012 roku w Pokljuce, gdzie zajęła 30. miejsce w tej samej konkurencji. Na podium zawodów tego cyklu pierwszy raz stanęła 9 stycznia 2015 roku w Oberhofie, kończąc sprint na trzeciej pozycji. Wyprzedziły ją jedynie Czeszka Veronika Vítková i rodaczka - Dorothea Wierer. Najlepsze wyniki osiągnęła w sezonie 2014/2015, kiedy zajęła 35. miejsce w klasyfikacji generalnej.
Podczas mistrzostw świata w Novym Měscie w 2013 roku wspólnie z Dorotheą Wierer, Michelą Ponzą i Karin Oberhofer zdobyła brązowy medal w sztafecie. Na rozgrywanych dwa lata później mistrzostwach świata w Kontiolahti Włoszki ponownie były trzecie w sztafecie. Tym razem wystąpiły w składzie: Lisa Vittozzi, Karin Oberhofer, Nicole Gontier i Dorothea Wierer. Była też między innymi dziesiąta w tej konkurencji podczas mistrzostw świata w Östersund w 2019 roku. Podczas igrzysk wojskowych w Annecy w 2013 roku zdobyła srebrny medal w biegu patrolowym na 25 km.
W 2014 roku wystartowała na igrzyskach olimpijskich w Soczi, gdzie zajęła 45. miejsce w biegu indywidualnym, 54. w sprincie, 49. w biegu pościgowym i 6. w sztafecie. Podczas rozgrywanych cztery lata później igrzysk olimpijskich w Pjongczangu uplasowała się między innymi na 38. miejscu w biegu indywidualnym i 9. w sztafecie.
Po sezonie 2020/2021 zakończyła karierę sportową.

## Osiągnięcia

### Zimowe igrzyska olimpijskie
| Rok  | Miejscowość | Konkurencje | Konkurencje | Konkurencje | Konkurencje | Konkurencje | Konkurencje | Konkurencje |
| Rok  | Miejscowość | IN          | SP          | PU          | MS          | RL          | MR          | SR          |
| ---- | ----------- | ----------- | ----------- | ----------- | ----------- | ----------- | ----------- | ----------- |
| 2014 | Soczi       | 45.         | 54.         | 49.         | –           | 5.          | –           | nd.         |
| 2018 | Pjongczang  | 38.         | 44.         | 48.         | –           | 9.          | –           | nd.         |

### Mistrzostwa świata
| Rok  | Miejscowość          | Konkurencje | Konkurencje | Konkurencje | Konkurencje | Konkurencje | Konkurencje | Konkurencje |
| Rok  | Miejscowość          | IN          | SP          | PU          | MS          | RL          | MR          | SR          |
| ---- | -------------------- | ----------- | ----------- | ----------- | ----------- | ----------- | ----------- | ----------- |
| 2012 | Ruhpolding           | 68.         | 79.         | –           | –           | 12.         | –           | nd.         |
| 2013 | Nové Město na Moravě | –           | 50.         | 59.         | –           | 3.          | –           | nd.         |
| 2015 | Kontiolahti          | 35.         | 66.         | –           | –           | 3.          | –           | nd.         |
| 2019 | Östersund            | 69.         | 52.         | 48.         | –           | 10.         | –           | –           |

### Mistrzostwa Europy
| Rok  | Miejscowość | Konkurencje | Konkurencje | Konkurencje | Konkurencje | Konkurencje | Konkurencje | Konkurencje |
| Rok  | Miejscowość | IN          | SP          | PU          | MS          | RL          | MR          | SR          |
| ---- | ----------- | ----------- | ----------- | ----------- | ----------- | ----------- | ----------- | ----------- |
| 2011 | Ridnaun     | 12.         | 32.         | 24.         | nd.         | nd.         | 4.          | nd.         |
| 2012 | Osrblie     | 3.          | 10.         | 7.          | nd.         | nd.         | –           | nd.         |

### Mistrzostwa świata juniorów
| Rok  | Miejscowość          | Konkurencje | Konkurencje | Konkurencje | Konkurencje | Konkurencje | Konkurencje | Konkurencje |
| Rok  | Miejscowość          | IN          | SP          | PU          | MS          | RL          | MR          | SR          |
| ---- | -------------------- | ----------- | ----------- | ----------- | ----------- | ----------- | ----------- | ----------- |
| 2008 | Ruhpolding           | 44.         | 51.         | 49.         | nd.         | –           | nd.         | nd.         |
| 2009 | Canmore              | 24.         | 15.         | 20.         | nd.         | 3.          | nd.         | nd.         |
| 2010 | Torsby               | 20.         | 41.         | 24.         | nd.         | 9.          | nd.         | nd.         |
| 2011 | Nové Město na Moravě | 33.         | 28.         | 34.         | nd.         | 2.          | nd.         | nd.         |
| 2012 | Kontiolahti          | 18.         | 6.          | 18.         | nd.         | 2.          | nd.         | nd.         |

### Puchar Świata

#### Miejsca w klasyfikacji generalnej
| Sezon     | Miejsce           |
| --------- | ----------------- |
| 2011/2012 | -                 |
| 2012/2013 | 54.               |
| 2013/2014 | 51.               |
| 2014/2015 | 35.               |
| 2015/2016 | -                 |
| 2016/2017 | -                 |
| 2017/2018 | 61.               |
| 2018/2019 | 44.               |
| 2019/2020 | 78.               |
| 2020/2021 | niesklasyfikowana |

#### Miejsca na podium w zawodach
| Lp. | Dzień      | Rok  | Miejscowość | Konkurencja      | Lokata | Pudła | Czas biegu | Strata | Zwycięzca        |
| --- | ---------- | ---- | ----------- | ---------------- | ------ | ----- | ---------- | ------ | ---------------- |
| 1.  | 9 stycznia | 2015 | Oberhof     | Sprint na 7,5 km | 3.     | 0+0   | 22:59,1    | +19,1  | Veronika Vítková |

### Puchar IBU

#### Miejsca w klasyfikacji generalnej
| Sezon     | Miejsce |
| --------- | ------- |
| 2009/2010 | 84.     |
| 2010/2011 | 136.    |
| 2011/2012 | 39.     |
| 2012/2013 | 89.     |
| 2013/2014 | 72.     |